# 1859 Kovalevskaia
1859 Kovalevskaia sau  1859 Kovalevskaya este un asteroid din centura principală, cu diametrul mediu  de circa 46,02 km.  Descoperit în 1972, de astronoma Liudmila Juravliova, asteroidul prezintă o orbită caracterizată de o semiaxă majoră egală cu 3,2067485 ua și de o  excentricitate de 0,1037809, înclinată cu 7,70813° în raport cu ecliptica.
Asteroidul a primit numele matematicienei ruse Sofia Kovalevskaia.